# Thaleia
Thaleia (Θαλια, Θαλιη, vagy Θαλεια, Thalia, Thalié, jelentése görögül ’virulás, virágzás’) görög mitológiai alak, a komédia, a színház és a pásztorének, azaz a népies idillikus költemények múzsája. Zeusz és Mnémoszüné lánya. Istennői jelképei a komikus színészmaszk és a pásztorbot voltak, hajában borostyán koszorú – a halhatatlanság szimbóluma –, lábán egyszerű szandál.
Szintén Thaleia a neve a khariszok (gráciák) egyikének, valamint az egyik nimfának is, akinek Zeusztól vagy Héphaisztosztól született gyermeke Palici. E három Thaleia-alak feltételezhetően azonos.